# Роман Ігорович
Роман Ігорович (*1167 — †1211) — князь Звенигородський і Галицький (1208-1209, 1210-1211), син героя «Слова о полку Ігоревім» Ігоря Святославича.

## Життєпис
Після смерті Романа Великого 1205 року захопив спершу Звенигород (1207), а потім на короткий час (1208-1209) Галич, звідки його прогнали угри. Повернувшись вдруге до Галичини 1210 року, він намагався закріпити свою владу, стративши близько 500 бояр. Бояри запросили на допомогу угорського короля Андрія II. Угорські війська під проводом воєводи Бенедикта здобули Галич і взяли Романа Ігоровича в полон, але галицькі бояри викупили його і разом з братом Святославом повісили, що було «нечуваним» фактом в історії давньої Руси.

## Родина
Сини:
- Іван, князь путивльський
- Костянтин
- Михайло